# Analyse LALR
L’analyse LALR (Look-Ahead Left-to-right Rightmost derivation) permet d'améliorer la sélectivité d'un analyseur syntaxique LR.
L'analyse LALR est utilisée par les générateurs d'analyseurs grammaticaux Yacc et GNU Bison.

Ce mode d'analyse permet de construire des compilateurs par exemple, mais pas seulement ; il est utilisé lorsque le traitement des données doit répondre à de multiples cas et lorsque la résolution par la programmation « standard » ne permettrait pas une maintenance facile.